# Aéroport d'Eagle Creek
L'aéroport d'Eagle Creek est un aéroport public situé à 11 km d'Indianapolis, aux États-Unis.